# Giulias Verschwinden
Giulias Verschwinden è un film del 2009 diretto da Christoph Schaub.